# Gisou Lamothe
Gisou Lamothe (Puerto Príncipe, 1935) es una pintora y escultora haitiana. 

## Datos biográficos
Nacida en la capital haitiana Puerto Príncipe, Lamothe estudió en Madrid, regresando tras su formación a Haití en el año 1961. Sus obras han sido expuestas en Sudamérica, los Estados Unidos y España.
Su hijo Laurent Lamothe es Ministro de Asuntos Exteriores de Haití desde 2011.